# Gabrissa Hartman
Gabrissa Shirani Hartman, geb. Gioura, ist eine nauruische Politikerin. Von 2017 bis 2019 war sie Mitglied des nauruischen Parlaments.

## Werdegang
Sie besuchte die Junior Boarding School am  St.  Vincent’s  College  in Sydney und verbrachte ihr letztes Highschool-Jahr am Presbyterian Ladies’ College in Armidale. Schließlich erlangte sie einen Abschluss in Rechtswissenschaften an der University of the South Pacific am Emalus Campus in Port Vila, Vanuatu. Zuletzt arbeitete sie als Angestellte für das nauruische Parlament (Deputy Clerk of Parliament) unter Parlamentssprecher Ludwig Scotty.
Bei der Wahl des Nauruischen Parlaments am 9. Juli 2016 trat Hartman erstmals als Kandidatin an (wie alle Kandidaten als Parteilose). In ihrem Wahlkreis Ubenide kam sie jedoch nach Auszählung der Stimmen nur auf den 7. Platz (die ersten 4 Kandidaten erhielten ein Mandat).
Da der im gleichen Wahlkreis gewählte Abgeordnete Valdon Dowiyogo am 8. Dezember 2016 verstarb, wurden am 19. Januar 2017 Nachwahlen durchgeführt. Dabei erlangte Hartman die absolute Mehrheit mit 817 Stimmen und wurde am nächsten Tag Mitglied des Parlaments. Nach Ruby Dediya und Charmaine Scotty war sie somit die dritte Frau, die seit Gründung des nauruischen Parlaments 1968 gewählt wurde.
Bei der Parlamentswahl in Nauru 2019 erreichte Hartman in Ubenide den sechsten Platz bei der Stimmenauszählung und gelangte nicht erneut ins Parlament.

## Familie
Sie ist eine Enkelin des ehemaligen nauruischen Präsidenten Derog Gioura. Am 23. Januar 1998 heiratete sie Carlson Bruno Hartman in der katholischen Kirche von Arubo. Sie hat fünf Kinder.